# Dzwon Józef

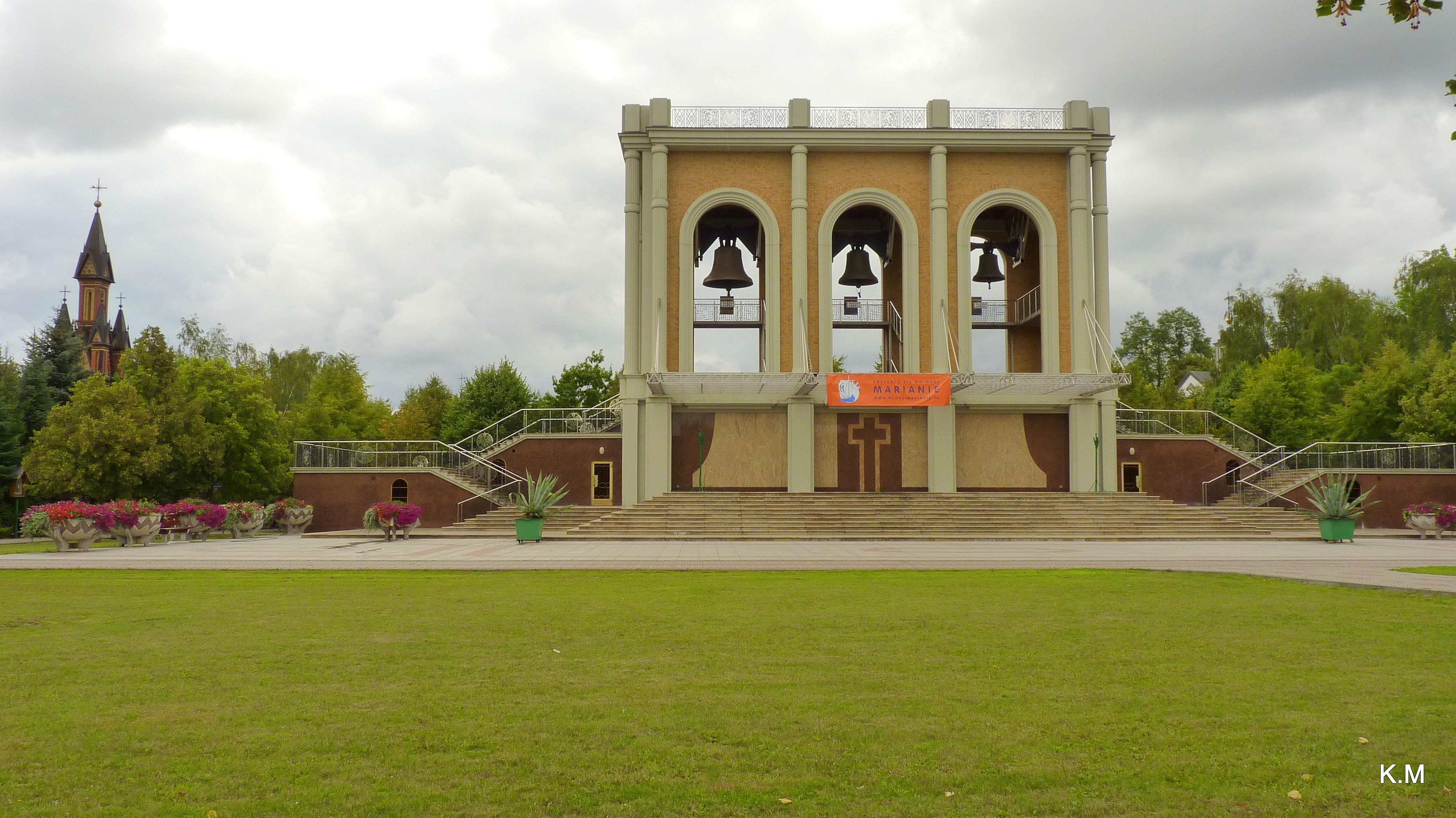
Dzwonnica z dzwonami (od lewej): Józef, Piotr i Paweł

Dzwon Józef – dzwon znajdujący się w Sanktuarium MB Bolesnej Królowej Polski w Licheniu Starym, odlany w 2002 z brązu w Przemyślu, w ludwisarni Janusza Felczyńskiego. W momencie powstania był największym dzwonem kiedykolwiek odlanym na terytorium Polski.

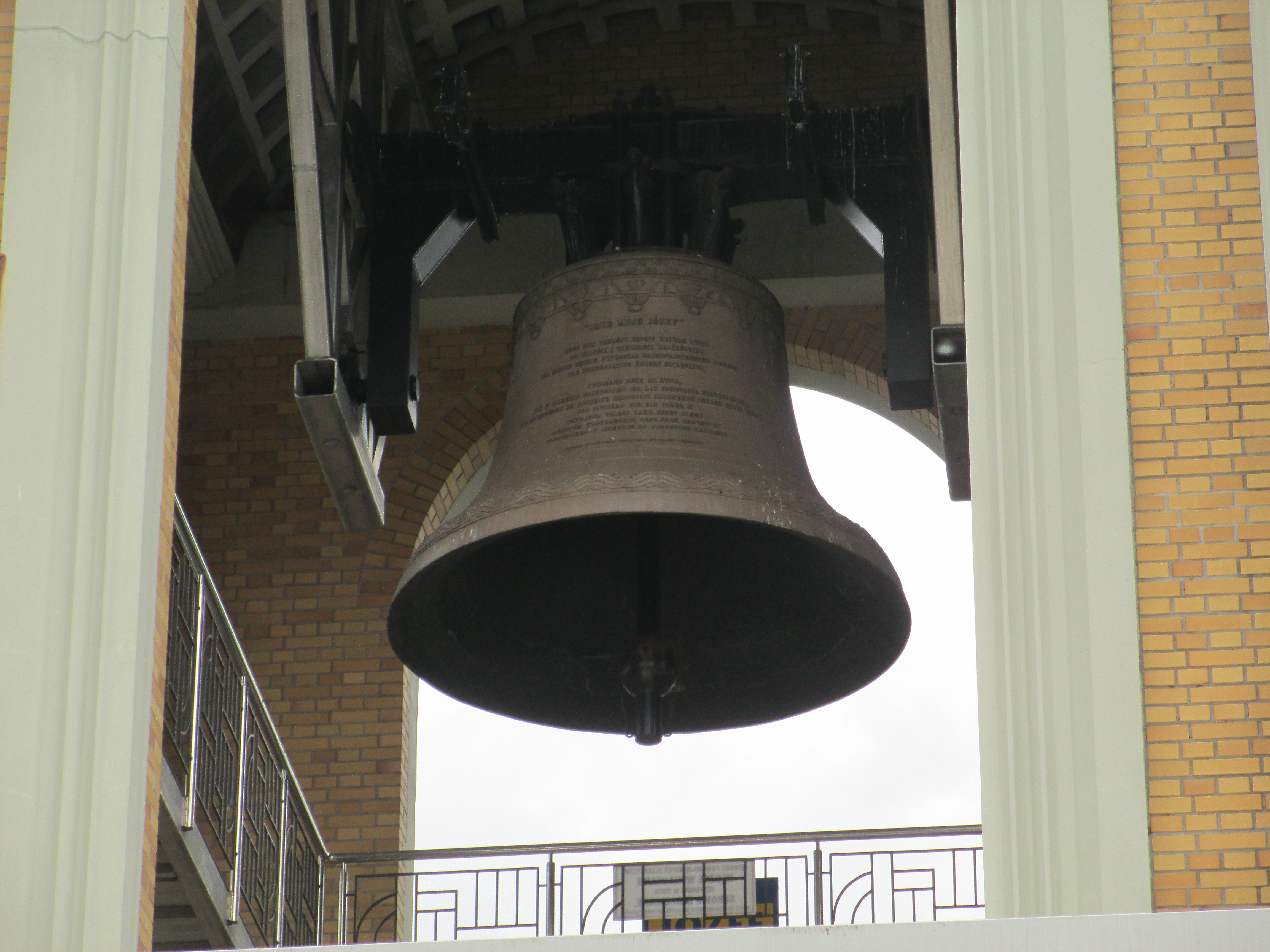
Dzwon Józef

Dane dzwonu
Waga: 11 600 kg (z jarzmem), średnica 262 cm
Ton uderzeniowy: E0
Jarzmo: Łamane
Napis na dzwonieIMIĘ MOJE JÓZEF GŁOS MÓJ DONOŚNY BĘDZIE WZYWAŁ DO MIŁOŚCI I WIERNOŚCI DLA RODZIN BĘDZIE WYPRASZAĆ BŁOGOSŁAWIEŃSTWO NIEBIOS DLA UMIERAJĄCYCH ŚMIERĆ SZCZĘŚLIWĄ. POWOŁANO MNIE DO ŻYCIA GDY W LICHENIU OBCHODZONO 150 LAT POWSTANIA SANKTUARIUM GDY ŚWIĘTOWANO 35 ROCZNICĘ KORONACJI CUDOWNEGO OBRAZU MATKI BOŻEJ GDY PAPIEŻEM BYŁ JAN PAWEŁ II, PRYMASEM POLSKI KARDYNAŁ JÓZEF GLEMP, BISKUPEM WŁOCŁAWSKIM BRONISŁAW DEMBOWSKI, PROBOSZCZEM W LICHENIU KSIĄDZ EUGENIUSZ MAKULSKI. ŚWIĘTY JÓZEFIE OPIEKUNIE RODZIN RATUJ NASZĄ POLSKĄ RODZINĘ MÓDL SIĘ ZA KAŻDĄ W NASZYM OJCZYSTYM KRAJU AMEN
Nowo odlany dzwon miał uszkodzenia w koronie, toteż musiano go przymocować do jarzma nie w sposób typowy, czyli obejmami łączącymi jarzmo z koroną, a poprzez wykonanie otworów w hełmie dzwonu i połączenie hełmu z jarzmem stalowymi prętami. Powodowało to z kolei uszkodzenia jarzma przy dłuższym używaniu. W efekcie w 2015 r. musiano wymienić jarzmo na nowe i lekko modyfikując jego połączenia z dzwonem, choć bez zmiany sposobu mocowania prętami bezpośrednio do hełmu.
Dzwon Józef umieszczony został wraz z dwoma mniejszymi dzwonami, Pawłem i Piotrem, w górnej części wolno stojącego ołtarza polowego.
Dane techniczne obu mniejszych dzwonów towarzyszących Józefowi:

## Dzwon Piotr
Dane dzwonu
Waga: 5600 kg
Ton uderzeniowy: g0
Jarzmo: Łamane
Napis na dzwonieIMIĘ MOJE PIOTR POWOŁANO MNIE DO ŻYCIA ABYM NARÓD POLSKI WZYWAŁ DO WIERNOŚCI BOGU, KRZYŻOWI, EWANGELII, MARYI, KOŚCIOŁOWI ORAZ OJCU ŚWIĘTEMU NASTĘPCY ŚWIĘTEGO PIOTRA

## Dzwon Paweł
Dane dzwonu
Waga: 3000 kg
Ton uderzeniowy: c'
Jarzmo: Łamane
Napis na dzwonieIMIĘ MOJE PAWEŁ POWOŁANO MNIE DO ŻYCIA ABYM LUDZKIE SERCA POBUDZAŁ DO APOSTOLSKIEJ GORLIWOŚCI ABYM WYPRASZAŁ U BOGA ŁASKI MISYJNYCH POWOŁAŃ ABYM KAPŁANÓW POBUDZAŁ DO GORLIWEGO GŁOSZENIA EWANGELII